# John Pål Inderberg

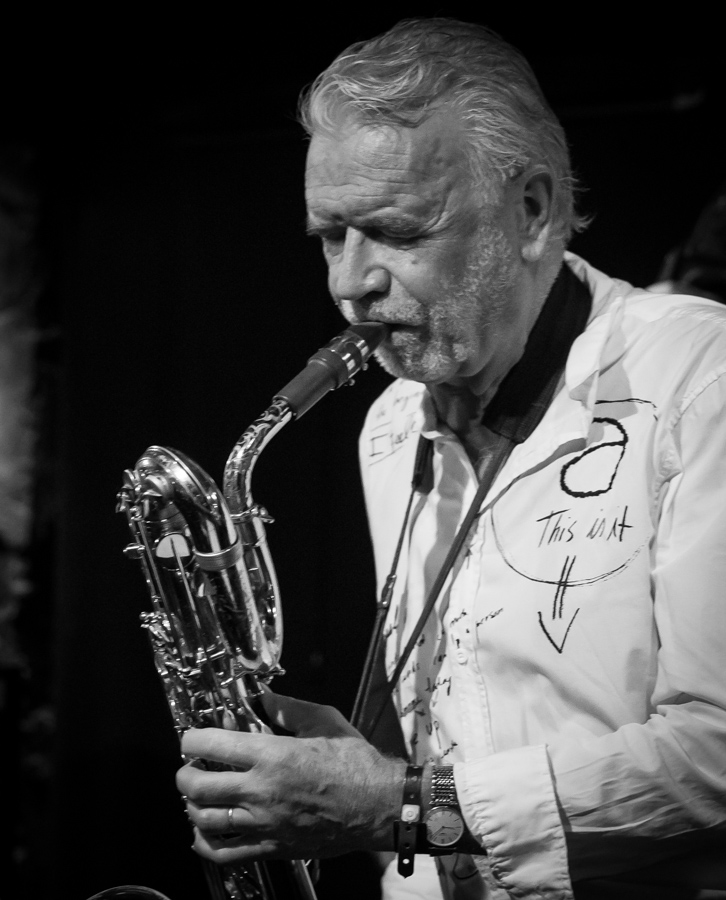
John Pål Inderberg, Oslo Jazzfestival 2016

John Pål Inderberg (Steinkjer, 6 augustus 1950) is een Noorse jazzsaxofonist.

## Biografie
Inderberg studeerde aan Universität Trondheim, daarnaast speelde hij in de Bodega Band, waarmee hij in 1973 zijn eerste opnames maakte. Eind jaren zeventig werkte hij onder andere met Bjørn Alterhaug en Gunnar Andreas Berg. In 1981 toerde hij met Gil Evans & The Scandinavian Jazzensemble (bestaand uit onder meer Palle Mikkelborg, Albert Mangelsdorff, Eje Thelin, Bernt Rosengren, Juhani Aaltonen, Niels-Henning Ørsted Pedersen en Jon Christensen). In de jaren tachtig was hij lid van het New Cool Quartet (met Age Midtgaard, Bjørn Alterhaug, Espen Rud) en speelde hij met Warne Marsh (In Norway/Sax of a Kind) en Bob Brookmeyer. In de jaren negentig werkte hij met Lee Konitz (Steps Towards a Dream), Jan Erik Vold en Knut Kristiansen. In de jazz was hij in de jaren 1973–2011 betrokken bij 27 opnamesessies, onder meer speelde hij daarin met Flettfrid Andrèsen, Heidi Skjerve, Trygve Hoff, Silje Nergaard, Espen Rud, de groep Gluntan en het Trondheim Jazz Orchestra. Hij gaf les aan het conservatorium in Trondheim. In 1990 kreeg hij een Buddyprisen, in 2005 een Gammleng-Preis en in 2010 de Lindemanprisen.

## Discografie
- Baritone Landscape (Gemini)
- Sval Draum (Taurus)